# Eufalconoides
Eufalconoides is een geslacht van rechtvleugeligen uit de familie doornsprinkhanen (Tetrigidae). De wetenschappelijke naam van dit geslacht is voor het eerst geldig gepubliceerd in 2003 door Zheng, Li & Shi.

## Soorten
Het geslacht Eufalconoides  is monotypisch en omvat slechts de volgende soort:
- Eufalconoides tridentatus (Zheng, Li & Shi, 2003)